# Caspar Memering
Caspar Memering (Bockhorst, 1º giugno 1953) è un allenatore di calcio ed ex calciatore tedesco, di ruolo difensore.

## Carriera

### Club
Centrocampista, giocò con le casacche di Amburgo e Schalke 04 in tutto 320 partite andando a segno 37 volte in Bundesliga. Con la prima raggiunse i maggiori successi della sua carriera sportiva vincendo una Coppa di Germania nel 1976, la Coppa delle Coppe nel 1977 e due campionati (1979, 1982).
Tra il 1982 e il 1984 giocò in Francia nelle file del Bordeaux insieme ai connazionali Gernot Rohr e Dieter Müller vincendo il campionato nel 1984.

### Nazionale
Con la Germania Ovest giocò tra il 1979 e il 1980 tre partite e vinse con la Nazionale il campionato d'Europa 1980.

### Allenatore
Dal 2007 allena il Tura Westrhauderfehn, squadra che milita nelle serie minori del calcio tedesco.

## Palmarès

### Club

#### Competizioni nazionali
- Campionato tedesco: 2

Amburgo: 1978-1979, 1981-1982
- Coppa di Germania: 1

Amburgo: 1975-1976
- Coppa di Lega tedesca: 1

Amburgo: 1972-1973
- Campionato francese: 1

Bordeaux: 1983-1984

#### Competizioni internazionali
- Coppa delle Coppe: 1

Amburgo: 1976-1977

### Nazionale
- Campionato d'Europa: 1

Italia 1980